# Harry E. Narey
Harry Elsworth Narey (* 15. Mai 1885 in Spirit Lake,  Dickinson County, Iowa; † 18. August 1962 ebenda) war ein US-amerikanischer Politiker. Zwischen 1942 und 1943 vertrat er den Bundesstaat Iowa im US-Repräsentantenhaus.

## Werdegang
Harry Narey besuchte die öffentlichen Schulen seiner Heimat einschließlich des Grinnell College. Nach einem anschließenden Jurastudium an der University of Iowa in Iowa City und seiner im Jahr 1907 erfolgten Zulassung als Rechtsanwalt begann er in Spirit Lake sein Berufsleben. Zwischen 1914 und 1920 war er Bezirksstaatsanwalt im Dickinson County. Dieses Amt übte er später zwischen 1943 und 1945 noch einmal aus. Zwischen 1918 und 1943 war Narey auch juristischer Vertreter der Stadt Spirit Lake.
Politisch war Narey Mitglied der Republikanischen Partei. Zwischen 1916 und 1960 nahm er als Delegierter an allen regionalen republikanischen Parteitagen in Iowa teil; von 1918 bis 1943 war er im Dickinson County Parteivorsitzender. Nach dem Rücktritt des Kongressabgeordneten Vincent F. Harrington wurde Narey bei der Nachwahl im neunten Distrikt von Iowa als dessen Nachfolger in das US-Repräsentantenhaus in Washington, D.C. gewählt. Dort beendete er zwischen dem 3. November 1942 und dem 3. Januar 1943 die angebrochene Legislaturperiode seines Vorgängers. Bei den regulären Kongresswahlen des Jahres 1942 wurde sein Wahlbezirk aufgelöst. Narey verzichtete auf eine Kandidatur in einem anderen Distrikt.
Nach dem Ende seiner Zeit im Kongress arbeitete Narey wieder als Rechtsanwalt. Im Anschluss an seine zweite Amtszeit als Bezirksstaatsanwalt im Dickinson County war er bis 1959 Richter im 14. Gerichtsbezirk von Iowa. Anschließend arbeitete er bis zu seinem Tod im Jahr 1962 wieder als Rechtsanwalt.